# Sham el-Nessim
Sham el-Nessim ou Sham Ennesim (em árabe: شم النسيم, literalmente "cheirando o ar" ou "respirando o ar"; em copta: Ϭⲱⲙ‘ⲛⲛⲓⲥⲓⲙ, transl. Shom Ennisim) é um feriado egípcio que data desde pelo menos 2700 a.C., marca o início da primavera, uma vez que se origina do antigo festival egípcio Shemu, ocorre anualmente durante a Segunda-Feira de Páscoa, no dia seguinte ao Domingo de Páscoa da Igreja Ortodoxa Copta. É um feriado público que ocorre anualmente durante a Segunda-Feira de Páscoa, no dia seguinte ao Domingo de Páscoa da Igreja Ortodoxa Copta.
As principais características do festival são:
- As pessoas passam o dia todo fazendo piquenique em qualquer espaço verde, jardins públicos, no Nilo ou no zoológico.
- A comida tradicional consumida neste dia consiste principalmente em fesikh (uma tainha cinzenta fermentada, salgada e seca ), alface, cebolinha ou cebolinha e feijões tremoço .
- Colorir ovos cozidos , depois comê-los e presenteá-los.

## História
Egito Antigo
Sham El-nessim foi celebrado pela primeira vez pelos egípcios durante a era Faraônica (ca. 2700 a.C.) e eles continuaram celebrando durante os tempos Ptolemaica, os tempos Romanos , tempos medievais, e até os dias atuais. De acordo com os anais escritos por Plutarco durante o século 1 d.C., os antigos egípcios costumavam oferecer peixe salgado, alface e cebola para suas divindades durante o festival da primavera conhecido como [ [Shemu]]. Shemu (Egípcio antigo: šmw) fornece a etimologia do nome copta "ϣⲱⲙ (ⲛ̀ⲛⲓⲥⲓⲙ) Shom (Ennisim)", e através da reanálise fono-semântica de "En-ni-sim" como a forma árabe egípcio do definido assimilado artigo "En-" e "nesim", "Shom Ennisim" tornou-se "Sham Ennesim".
Preservação do festival após a cristianização do Egito
Após a Cristianização do Egito, o festival tornou-se associado ao outro festival cristão da primavera, a Páscoa. Com o tempo, Shemu se transformou em sua forma atual e sua data atual. A data da Páscoa, e, portanto, da segunda-feira de Páscoa, é determinada de acordo com o modo de cálculo Cristão Oriental usado pela Igreja Ortodoxa Copta de Alexandria|Igreja Ortodoxa Copta, a maior denominação cristã do país.
Conquista Árabe do Egito
À medida que o Egito se tornou arabizado, o termo Shemu/Shom Ennisim encontrou uma correspondência  fono-semântica em Sham Ennesim, ou "Cheirar/Tomar No Zephyrs," que representa com bastante precisão a forma como o festival é celebrado. O calendário islâmico sendo lunar e, portanto, não fixo em relação ao ano solar, a data de Sham Ennessim permaneceu na data ligada ao cristianismo. No entanto, os egípcios muçulmanos, e provavelmente os egípcios em geral, historicamente calcularam sua data independentemente da Páscoa, eles calcularam que era no primeiro dia do Khamaseen, que na época coincidia com o dia imediatamente após a Páscoa. Os egípcios cristãos, sem dúvida, desempenharam um papel importante na preservação do festival por meio de sua agência cultural, que foi bastante limitado após a conversão ao Islã no Egito, mas isso não pode ser considerado a razão pela qual os egípcios muçulmanos celebram coletivamente o festival com exatamente as mesmas tradições celebrativas egípcias antigas, além disso, se o festival foi percebido pelos egípcios muçulmanos como fosse de origem cristã ou celebrada apenas por cristãos, deixariam de celebrá-la.
Para que o festival seja celebrado coletivamente pelos egípcios muçulmanos, ele deve ter sido retido por eles entre si após a conversão, isso é evidente pela história documentada do festival, e pelo fato que eles realizam exatamente as mesmas tradições comemorativas egípcias antigas, além de ser evidente pelo fato de que o festival é celebrado por egípcios muçulmanos em áreas rurais como uma tradição dentro das famílias, sem referência a um religião específica, e é evidente a partir de práticas como o prato tradicional fesikh cuja preparação é transmitida dentro das famílias muçulmanas como uma ocupação. Os egípcios evidentemente continuaram a celebrar este festival não-abraâmico após a conversão ao islamismo, assim como fizeram após a conversão ao cristianismo. Sua declaração pelo Estado egípcio como feriado oficial deveu-se justamente ao fato de ser uma festa nacional celebrada por todos os egípcios, independentemente de suas crenças religiosas. Além disso, Sham Ennessim não é a única celebração egípcia antiga que sobreviveu entre os egípcios muçulmanos, bem como entre os egípcios cristãos. Em seu livro, publicado em 1834, E. W. Lane relata:
"Um costume denominado 'Shemm en-Neseem' [sic.] (ou o Cheiro do Zéfiro) é observado no primeiro dia do Khamaseen. No início da manhã deste dia, muitas pessoas, especialmente mulheres, quebram um cebola, e cheirá-la; e no decorrer da manhã, muitos dos cidadãos do Cairo cavalgam ou caminham um pouco pelo campo, ou vão em barcos, geralmente para o norte, para tomar ar, ou, como eles chamam, sentir o cheiro do ar, que, nesse dia, eles acreditam ter um efeito maravilhosamente benéfico. A maior parte jantam no campo, ou no rio. Este ano (1834), foram tratados com um violento vento quente, acompanhado de nuvens de poeira, em vez do neseem; mas um número considerável, apesar de tudo, saiu para 'cheirar'."
O relatório de E. W. Lane do festival indica que mesmo no início de 1800 o festival era de natureza não-abraâmica e, em particular, de natureza não-cristã; além de indicar que a celebração não foi iniciada na modernidade, independentemente de quando foi declarada pelo Estado egípcio como feriado oficial; e, como mencionado acima, relata que historicamente a data do festival foi calculada pelos egípcios muçulmanos, e provavelmente pelos egípcios em geral, independentemente da Páscoa, eles calcularam que seria no primeiro dia do Khamaseen , que na altura coincidia com o dia imediatamente a seguir à Páscoa. Em seu livro, E. W. Lane também relata:
"eles [os muçulmanos do Egito] calculam o período do 'Khamaseen', quando os ventos quentes do sul ocorrem com frequência, para começar no dia imediatamente seguinte ao festival copta do domingo de Páscoa."
Nas páginas 540-541 do mesmo livro, E. W. Lane também lista os festivais religiosos cristãos que o cristão copta celebrava após cada jejum, e Sham Ennesim não é um deles, enquanto a Páscoa é; Sham Ennesim é relatado apenas como um festival celebrado pelos egípcios sem referência a qualquer religião, como ilustrado acima, e como sendo observado especificamente no primeiro dia do Khamaseen; é importante notar que o primeiro dia do Khamaseen nem sempre é sincronizado com o dia imediatamente após a Páscoa, o que torna bastante significativo o relato de Lane do festival como sendo observado especificamente no primeiro dia do Khamaseen.
Egito moderno
A partir de hoje, os egípcios ainda celebram Sham Ennessim na segunda-feira de Páscoa. Como ilustrado acima, embora o festival caia na segunda-feira de Páscoa, o que é o caso por razões históricas, o festival não está relacionado a religiões abraâmicas. Não tem mais significado para os egípcios cristãos do que para os egípcios muçulmanos, ou para qualquer outro egípcio fora dessas duas fés.